# Scrinium neozelanicum
Scrinium neozelanicum é uma espécie de gastrópode do gênero Scrinium, pertencente a família Mitromorphidae.